# Actinidia rongshuiensis
Actinidia rongshuiensis là một loài thực vật có hoa trong họ Dương đào. Loài này được R.G.Li & X.G.Wang mô tả khoa học đầu tiên năm 2003.